# Krueng Baro (Peulimbang)
Krueng Baro is een bestuurslaag in het regentschap Bireuen van de provincie Atjeh, Indonesië. Krueng Baro telt 343 inwoners (volkstelling 2010).